# Gérard Minvielle
Gérard Minvielle, né le 25 octobre 1902 et mort le 26 juillet 1990, est un homme politique français.

## Biographie
Maire de Tartas de 1945 à 1983, conseiller général de Tartas-Est de 1949 à 1979, conseiller de la République puis sénateur de 1947 à 1983, il exerce l'influente fonction de questeur du Conseil de la République (nommé les 13 janvier 1953, 12 janvier 1954, 11 janvier 1955, 6 octobre 1955, 4 octobre 1956 et 3 octobre 1957) puis du Sénat de 1953 à 1983,,,,,,.

## Détail des fonctions et des mandats
Mandat parlementaire
- 26 avril 1959 - 26 septembre 1965 : Sénateur des Landes